# 维克·林德奎斯特
维克·林德奎斯特（瑞典語：Vic Lindquist，1908年3月22日—1983年11月30日），加拿大男子冰球运动员，场上位置是前锋。他曾代表加拿大参加1932年冬季奥林匹克运动会冰球比赛，获得一枚金牌。